# John E. Walker
Sir John Ernest Walker FRS FMedSci (født 7. januar 1941) er en britisk kemiker, der modtog nobelprisen i kemi i 1997 sammen med Paul D. Boyer for at belyse enzymatiske mekanismer ved syntese af adenosintrifosfat (ATP). De delte prisen med Jens Christian Skou, der fik den for opdagelse af natrium-kalium-pumpen. Walker er Emeritus Director og Professor på MRC Mitochondrial Biology Unit i Cambridge, og Fellow fellow på Sidney Sussex College, Cambridge.